# Міжнародне млинологічне товариство
Міжнародне млинологічне товариство (англ. The International Molinological Society — (TIMS)) — міжнародна організація, яка покликана стимулювати вивчення вітряків, водяних млинів, топчаків і ручних млинів, а також сприяти їхньому відновленню. Вона має регіональні представництва в багатьох країнах світу — у більш як 30 країнах на 5 континентах, зокрема, й в Україні. Працює з 1965 року і є найбільшою організацією, що займається млинами та млинологією у всьому світі. Організація об'єднує понад шістсот членів, здебільшого з Європи та США. TIMS — це неприбуткова організація з культурними та науковими цілями.

## Історія створення
У цивілізованому світі існує чимало організацій, які опікуються вивченням, збереженням та відновленням традиційних млинів. Найбільша серед них — Міжнародне млинологічне товариство (International Monological Society — TIMS), покликане стимулювати вивчення вітряків, водяних млинів, топчаків і ручних млинів, а також сприяти їхньому відновленню. Воно має регіональні представництва в багатьох країнах світу, зокрема, й в Україні.
Історія ММТ бере початок з 1965 р., коли за ініціативою доктора Сантоса Сімоеса (Santos Simoes) в Португалії був проведений Перший млинологічний симпозіум. На симпозиумі було піднято питання про необхідність створення неприбуткової організації з культурними та науковими цілями, яка б пробуджувала широкий інтерес до традиційних млинів (ручних, тваринних, водяних, вітряних), заохочувала до вивчення різних аспектів млинознавства, сприяла реставрації давніх млинів. Тоді ж запроваджений термін «млинологія» (англійський відповідник molinology), щоб дати визначення науці про вивчення млинів. Млинологія — наукова дисципліна покликана вивчати млини та інші механічні пристрої, що використовують кінетичну енергію води й вітру для приведення в дію зернопереробного, лісопильного, валяльного, насосного, меліоративного та іншого обладнання. Ця галузь має свій науковий апарат, термінологію, наукові видання («The international molinologi», «Le Monde des Moulins» та ін.). Млинологія ставить за мету дослідження традиційних млинарських механізмів, що є важливою частиною світової історії й цивілізації, які були приречені на занепад через сучасні технічні та економічні тенденції.
У 1973 р. була створена ММТ. Членство в асоціації відкрите для всіх осіб і організацій, які поділяють його цілі. Очолює асоціацію президент і рада. Завдяки раді і окремим членам асоціації, вона тісно співпрацює з національними млинологічними організаціями і товариствами. Станом на сьогоднішнішній день ММТ має представництва в 30-ти країнах світу та нараховує близько 500 членів.
Раз у 4-ри роки ММТ проводить симпозіум в одній із країн учасників асоціації. Ця подія, що триває один тиждень, дає учасникам можливість зустрітися з колегами-млинологами з усього світу і представити останні напрацювання про дослідження з усіх аспектів млинознавства. Цей обмін інформацією є важливою стороною роботи симпозіумів. У програму проведення симпозіумів обов'язково включаються візити до цікавих традиційних млинів країни різної форми власності (приватної, державної). Симпозіуми вже проводилися в Португалії (1965, 2004), Данії (1969), Нідерландах (1973, 2007), Англії (1977), Франції (1982), Бельгії (1985), Німеччині (1989), Уельсі (1993), Угорщині (1997), США (2000), Україні (2009, 2016).
Після завершення роботи симпозіуму матеріали друкуються у збірниках, які є важливим джерелом для вивчення історії млинарства. Щоб поширювати знання про млини, товариство двічі на рік видає свій журнал «Міжнародна млинологія», що також є вагомим джерелом з цієї проблематики. Журнал містить оригінальні статті, огляди книг, рецензії, фото, малюнки, креслення окремих млинів, методичні рекомендації по збереженню та відновленню традиційних млинів. В серії «Млинологічна бібліотека», яка нараховує 19 тематичних рубрик, публікуються ґрунтовні монографічні дослідження. Повний список публікацій Міжнародної млинологічної асоціації можна знайти на вебсайті: www.timsmiUs.info. На додачу до вище згаданих публікацій, ММТ двічі на рік розсилає електронні повідомлення з останніми новинами всім учасникам і зацікавленим особам з усього світу (понад 1 тис. осіб). Ці повідомлення містять інформацію про музеї світу, в експозиціях яких представлені традиційні млини, нові видання про млини, оголошення про проведення чергових заходів. Щоб отримати безкоштовне повідомлення, кожна зацікавлена особа може прислати свої координати на офіційний вебсайт. Члени ММТ отримують два журнали на рік, копії нових томів із серії «Млинологічна бібліотека».
В інтервалах між двома симпозіумами, кожні 4 роки організовуються поїздки членів ММТ до різних країн світу з метою ознайомлення з традиційними млинами цих країн. Такі екскурсії дають можливість побачити кращі млини країни, отримати доступ до млинів, які зазвичай закриті для публіки, і зустріти колег з усього світу. Серед останніх — поїздки до Швеції і Фінляндії (1995), Німеччини (1999), Балтійських країн (2003), Північної Швейцарії і «Чорного лісу» (2005), Південної Франції (2006), Чехії (2009), України (2009, 2016).

## Цікаві факти
- На офіційному сайті у вільному доступі є електронний календар на 2019 рік, який можна роздрукувати та користуватися. На кожен місяць календару є своє зображення різних типів млинів — вітряків, водних млинів та ін.
- У вересні 2019 року Українська Вікіпедія проводить фотоконкурс Вікі любить пам'ятки, у якому є Спецномінація «Млини»[3]

## В Україні
Наразі найбільша організація що займається млинологією є Українська млинологічна асоціація. Вона входить до Міжнародного млинологічного товариства.
Першим в Україні науковим заходом, присвяченим вивченню традиційних млинів України, стала міжнародна наукова конференція «Історія українського традиційного млинарства», яка відбулася 15-17 жовтня 2009 р. у Черкаському національному університеті ім. Богдана Хмельницького (м. Черкаси) та приватному історико-етнографічному заповіднику «Козацькі землі України» (с. Вереміївка, Чорнобаївський р-н, Черкаської обл.). Ініціатором проведення наукових читань виступила кафедра історії та етнології України Черкаського національного університету ім. Б. Хмельницького й, зокрема, кандидат історичних наук, доцент університету, краєзнавець Назар Петрович Лавріненко.
В роботі конференції взяли активну участь близько півсотні науковців із різних куточків України, представники ММТ з Голландії, Німеччини, Чехії та Росії. Вчені вперше зібралися й обговорили проблеми відродження українського млинарства. Ними розглянуто різноманітні аспекти історії млинарства — від узгодження термінології до шляхів збереження традиційних млинів. Широта географії та розмаїття представлених на конференції досліджень яскраво засвідчила зародження української млинології як окремого напряму історичних студій. В ході підготовки конференції було запропоновано кілька тематичних напрямків: млинарство як складова української етнокультурної спадщини; охорона пам'яток традиційного млинарства в Україні та світі; техніко-конструктивні характеристики млинарства; сучасний стан традиційного млинарства та шляхи його збереження. Окреслені напрямки були визначені для розгляду на окремих секціях: «Українська етнокультура та історія господарств», «Регіональний вимір українського млинарства. Млини Черкащини», «Проблеми музейництва, збереження пам'яток, туризму, мистецтва».
У роботі конференції взяли участь дослідники (етнографи, археологи, архітектори, музейні працівники) із Закарпаття, Львівщини, Хмельниччини, Вінниччини, Полтавщини, Харківщини, Чернігівщини, Київщини та Черкащини. Також свої доповіді надіслали науковці з Чехії, Франції, Канади. Окрім того, у читаннях взяли участь представники млинологічних структур із країн Західної Європи та Америки. Безпосередньо до Черкас прибули президент ММТ Вільям ван Берген (Німеччина), а також Тон Местерс і Лео ван дер Дріфт — члени млинологічної асоціації Нідерландів. До роботи долучилася і Всесвітня організація охорони індустріальної спадщини (ТІССІН). У читаннях взяло участь багато дослідників з різних країн світу, які разом із організаційними структурами представляли 26 закладів, установ, наукових центрів [2, с. 243].
На пленарному засіданні Президент ММТ Вільям ван Берген ознайомив присутніх із основними напрямками діяльності та здобутками очолюваної ним організації. Член млинологічної асоціації Нідерландів Тон Местерс розповів про досвід відновлення вітряних млинів у Польщі та Голландії. Секретар ММТ Лео ван дер Дріфт озвучив умови успішного збереження млинів: документування, (дослідження, фотофіксація, виготовлення креслень, обмірів); організація на національному, регіональному, місцевому рівнях; мобілізація місцевого населення; законодавчий захист; реставрація та відновлення. Загальний інтерес і жваве обговорення викликав виступ О. Крушинської — київської дослідниці, авторки відомого проекту «Дерев'яні храми України». Її практичний досвід дав змогу сформулювати алгоритм порятунку існуючих пам'яток млинарства. Першими його пунктами названо оприлюднення інформації про наявні об'єкти, розголос про них серед широких кіл громадськості, зокрема й через сайт «Млини України» [2, с.244].
Учасниками конференції ухвалено рішення про створення УМА та її регіональних представництв, визначено основні напрями їх діяльності. Представники TIMS запропонували керівництву новоствореної організації постійне членство у ММТ та запросили українських колег до плідної співпраці. Головою правління УМА обрано Н. П. Лавріненка. Заступником стала краєзнавець, дослідник пам'яток архітектури України, кандидат хімічних наук О. Крушинська, секретарем — А. Касян.
На пленарному засіданні Першої міжнародної наукової конференції «Історія українського традиційного млинарства» одноголосно підтримано ідеї: звернення до центральних і місцевих органів влади, наукових установ, громадсько-політичних організацій із проханням взяти виявлені на території України вітряні млини на облік із статусом пам'яток народної архітектури та побуту; спільне заповнення регіональних сторінок сайту «Млини України»; виявлення і встановлення зв'язків, а за потреби надання всілякої підтримки тим майстрам справи, яких умовно можна було б об'єднати «школою сучасного млинарства України» [2, с. 244].
Першими завданнями УМА були заснування наукового видання «Український млинологічний журнал», створення та наповнення сайту «Млини України». Також було поставлено завдання зі створення спільно із Черкаською ОДТРК «РОСЬ» циклу передач «Пілігрим», присвячених висвітленню відомостей про пам'ятки млинарства різних регіонів: «Одинцівський млин», «Вітряки Шполянщини», «Вітряки Канівщини», «Останній Голландець», «Водяні млини Східного Поділля» та спеціальний випуск програми «Добрі новини» каналу ICTV.
Невдовзі задумане було реалізоване. Створено сайт «Млини України» (mills.com.ua — наразі неактивний), присвячений збереженню пам'яток млинарства та популяризації використання відновлюваних джерел енергії. Керівники сайту регулярно звертаються до жителів України з проханням повідомляти про існуючі в їхніх населених пунктах водяні та вітряні млини. Сайт містить рубрики: «вітряки», «водяні млини», «парові млини», «малі ГЕС», «відео», «винахідники», «старі фото», «галерея». За підтримки туроператора «Від Краю — до Краю» ОДТРК «РОСЬ» знято цикл фільмів «Млини Черкащини», «Водяні млини Східного Поділля», «Млини Канівщини», «Млини Шполянщини», «Івківський млин», «Останній голландець».